# Michał Jeliński
Michał Jeliński (Gorzów Wielkopolski, 17 maggio 1980) è un canottiere polacco, specializzato nel 4 di coppie, disciplina in cui si è aggiudicato un titolo olimpico e quattro ori mondiali.

## Palmarès
- Olimpiadi

Pechino 2008: oro nel 4 di coppia.
- Campionati del mondo di canottaggio

2005 - Kaizu: oro nel 4 di coppia.
2006 - Eton: oro nel 4 di coppia.
2007 - Monaco di Baviera: oro nel 4 di coppia.
2009 - Poznań: oro nel 4 di coppia.